# رهاب الكيمياء
كيموفوبيا (أو رهاب الكيمياء أو كيمونيا) هي نفور أو تحيز ضد مادة كيميائية أو الكيمياء بشكل عام. وقد نُسبت هذه الظاهرة إلى مخاوف معقولة بشأن التأثيرات السلبية المحتملة للمواد الكيميائية المصنعة، وكذلك إلى خوف غير منطقي من هذه المواد بسبب مفاهيم خاطئة حول إمكانية ضررها، خاصة فيما يتعلق بإمكانية تعرض الفرد لبعض المواد الكيميائية الاصطناعية مما يزيد من خطر الإصابة بالسرطان. منتجات المستهلك التي تحمل ملصقات مثل "طبيعي" و"خالية من المواد الكيميائية" (والتي تكون غير ممكنة حرفيًا، لأن جميع المنتجات تتكون من مواد كيميائية) تجذب المشاعر الكيموفوبية من خلال تقديم ما يبدو كبديل أكثر أمانًا للمستهلكين (انظر احتكام إلى الطبيعي).

## التعريف والاستخدامات
توجد آراء مختلفة حول الاستخدام الصحيح لمصطلح كيموفوبيا. يعرف الاتحاد الدولي للكيمياء البحتة والتطبيقية (IUPAC) الكيموفوبيا بأنها "خوف غير عقلاني من المواد الكيميائية". وفقًا للمجلس الأمريكي للعلوم والصحة، فإن الكيموفوبيا هي خوف من المواد الاصطناعية ينشأ نتيجة "قصص الرعب" والمبالغات حول مخاطرها المنتشرة في وسائل الإعلام.
على الرغم من أن المصطلح يحتوي على اللاحقة "-فوبيا"، فإن معظم الأعمال المكتوبة التي تركز على معالجة الكيموفوبيا تصفها كنوع من الرهاب وليس كفوبيا بالمعنى الطبي القياسي. تُعالج الكيموفوبيا عادةً من خلال التعليم الكيميائي والتوعية العامة على الرغم من أن الكثير من الكيموفوبيا يكون ذا طابع اقتصادي أو سياسي.
ميشيل فرانكل كتبت: "نحن ثقافة كيموفوبية. أصبحت كلمة 'كيميائي' مرادفة لشيء مصطنع أو مغشوش أو خطير أو سام." وتصف فرانكل الكيموفوبيا بأنها "أقرب إلى عمى الألوان من كونها فوبيا حقيقية"، حيث يكون الكيموفوبيون "عميان" عن معظم المواد الكيميائية التي يتعرضون لها؛ فكل مادة في الكون هي مادة كيميائية. وتعتقد فرانكل أن هذه المفاهيم الخاطئة ليست غير ضارة، كما يتضح في إحدى الحالات من خلال التشريعات المحلية التي تعارض فلورة المياه العامة رغم الحالات الموثقة لفقدان الأسنان وسوء التغذية. من حيث تصور المخاطر، تعتبر المواد الكيميائية الطبيعية أكثر أمانًا لمعظم الناس من المواد الكيميائية الاصطناعية بسبب تدخل البشر. وعليه، يخشى الناس المواد الكيميائية "المصنعة" أو "غير الطبيعية"، بينما يتقبلون المواد الكيميائية الطبيعية المعروفة بخطورتها أو سميتها.

بدأ مشروع الفعالية المسرطنة، وهو جزء من شبكة قاعدة بيانات وكالة حماية البيئة الأمريكية للسمية القابلة للبحث الموزع (DSSTox)، في اختبار مدى التسرطن للمواد الكيميائية، سواء الطبيعية أو الاصطناعية، وبناء قاعدة بيانات متاحة للجمهور حول النتائج منذ الثمانينات. يسعى عملهم إلى سد الفجوات في معرفتنا العلمية حول التسرطن للمواد الكيميائية، سواء الطبيعية أو الاصطناعية، كما وصف العلماء المشاركون في المشروع في مجلة ساينس عام 1992: 
1) معظم المواد الكيميائية التي يتعرض لها البشر تحدث بشكل طبيعي. ومع ذلك، يميل الجمهور إلى اعتبار المواد الكيميائية بأنها اصطناعية فقط ويعتقد أن المواد الكيميائية الاصطناعية سامة على الرغم من أن كل مادة كيميائية طبيعية سامة بجرعة معينة. يبلغ متوسط التعرض اليومي للأمريكيين لمادة محترقة في النظام الغذائي حوالي 2000 ملغ، والتعرض للمبيدات الطبيعية (المواد الكيميائية التي تنتجها النباتات للدفاع عن نفسها) حوالي 1500 ملغ. بالمقارنة، فإن التعرض اليومي الإجمالي لجميع بقايا المبيدات الاصطناعية مجتمعة هو حوالي 0.09 ملغ. وبالتالي، نقدر أن 99.99% من المبيدات التي يستهلكها البشر طبيعية. وعلى الرغم من هذا التعرض الأكبر بشكل كبير للمواد الكيميائية الطبيعية، فإن 79% (378 من أصل 479) من المواد الكيميائية التي تم اختبارها للتسرطن في الفئران والجرذان هي اصطناعية (أي أنها لا تحدث بشكل طبيعي).

2) غالبًا ما يُفترض خطأً أن البشر قد تطوروا للدفاع ضد المواد الكيميائية الطبيعية في نظامهم الغذائي ولكن ليس ضد المواد الكيميائية الاصطناعية. ومع ذلك، فإن الدفاعات التي تطورت لدى الحيوانات هي غالبًا عامة وليست محددة لمواد كيميائية معينة؛ علاوة على ذلك، فإن الدفاعات قابلة للتحفيز وبالتالي تحمي جيدًا من الجرعات المنخفضة لكل من المواد الكيميائية الاصطناعية والطبيعية.

## الأسباب والتأثيرات
وفقًا لأستاذ الكيمياء بيير لازلو [الفرنسية]، فإن الكيميائيين يواجهون كيموفوبيا من عامة الناس، ويشير إلى أن جذورها تعود إلى مفاهيم غير عقلانية وأيضًا مخاوف حقيقية (مثل المخاوف من حرب كيماوية وكارثة صناعية). كتب الأستاذ غوردون غريبيل أن بداية الكيموفوبيا يمكن أن تُنسب إلى كتاب الربيع الصامت، وأن أحداثًا لاحقة مثل تلوث تايمز بيتش، ميسوري وكارثة بوبال فاقمت الوضع.
أدت هذه الأحداث إلى ارتباط كلمة "كيميائي" بمفاهيم الأشياء غير الطبيعية أو المصطنعة والخطيرة أيضًا، والعكس حدث، حيث يتم تسويق السلع على أنها "خالية من المواد الكيميائية" أو "طبيعية"، لتجنب هذا الارتباط، مما يعزز المفهوم الخاطئ بأن "المواد الكيميائية" غير طبيعية وخطيرة. انتقلت الصناعة الكيميائية إلى تصنيع المواد الكيميائية المستخدمة كنكهات أو روائح باستخدام التكنولوجيا الحيوية بدلاً من الكيمياء الاصطناعية، حيث يمكن تسويق المنتجات كـ"طبيعية".
وفقًا لمجموعة المجلس الأمريكي للعلوم والصحة المعنية بالدفاع عن الصناعة، فإن الكيموفوبيا ظاهرة متزايدة بين الجمهور الأمريكي وقد وصلت إلى مستويات "وبائية" بين العامة. في كتاب نشره المجلس، يكتب جون إنتين أن هذا يرجع جزئيًا إلى ميل الناس إلى إظهار القلق من وجود مواد كيميائية في أجسامهم أو في البيئة، حتى لو كانت موجودة بكميات "ضئيلة" وآمنة فعليًا. وفي مكان آخر، جادل إنتين بأن الكيموفوبيا مرتبطة بـ مبدأ وقائي في السياسة الزراعية، مما قد يعرض قدرة العالم على إطعام سكانه المتزايدين للخطر.
في المملكة المتحدة، أنتجت منظمة العلم للجميع منشورًا يهدف إلى تثقيف المشاهير حول العلوم، جاء فيه أن البشر يحملون كميات صغيرة فقط من "الحمل الكيميائي" وأنه بفضل التقدم في الكيمياء التحليلية يمكننا اكتشاف هذه الآثار.
جادل فيليب أبيلسون أن ممارسة إعطاء جرعات هائلة من المواد للحيوانات في التجارب المعملية عند اختبار احتمال تسببها في مسرطن ساهمت في ظهور الكيموفوبيا العامة، مما أثار مخاوف غير مبررة حول تأثير هذه المواد على البشر. ورأى أن هناك تكلفة الفرصة البديلة فيما أسماه "المخاطر الوهمية" التي تثيرها هذه الاختبارات، حيث صرفت الانتباه عن المخاطر المعروفة على صحة الإنسان.
أجرى مايكل زيغريست وأنجيلا بيرث استطلاعًا في 8 دول أوروبية -النمسا، فرنسا، ألمانيا، إيطاليا، بولندا، السويد، سويسرا، والمملكة المتحدة- على عينة من 5,631 مشارك لقياس الكيموفوبيا. وجدت النتائج أن 30% من المشاركين كانوا "خائفين" من المواد الكيميائية. بالإضافة إلى ذلك، اعتقد 40% من المشاركين أنهم "يتجنبون المواد الكيميائية في حياتهم اليومية" وأعرب 39% من المشاركين عن رغبتهم في العيش في عالم "خالي من المواد الكيميائية".

## قراءة إضافية
- Blum، Deborah (22 يناير 2012). "Chemical-free nonsense". لوس أنجلوس تايمز. مؤرشف من الأصل في 2024-09-17.
- Breslow, Robert (1993). "Let's Put An End to 'Chemophobia'". The Scientist. ج. 7 ع. 7: 12. مؤرشف من الأصل في 2013-01-05.
  - Baggett، George (1993). "Causes Of 'Chemophobia' (Letter in reply to Breslow)". The Scientist. ج. 7 ع. 15: 12. مؤرشف من الأصل في 2013-01-04.
- Goldberg, Alexander F. G.؛ Chemjobber, C. J. (2014). "A comprehensive overview of chemical-free consumer products". Nature Chemistry. ج. 6 ع. 1: 1–2. Bibcode:2014NatCh...6....1F. DOI:10.1038/nchem.1827. PMID:24345928. S2CID:205292395. مؤرشف من الأصل في 2016-03-31. اطلع عليه بتاريخ 2016-04-04.
- Kennedy, James. (2016) Are 'Natural' And 'Chemical-free' Always Best For Your Baby? HuffPost.
- Kennedy، James. "'Chemophobia' is irrational, harmful – and hard to break". Aeon. مؤرشف من الأصل في 2016-12-10. (contains listing of the "ingredients" of a banana)
- Marks، T.A. (1993). "Birth defects, cancer, chemicals, and public hysteria". Regulatory Toxicology and Pharmacology. ج. 17 ع. 2: 136–44. DOI:10.1006/rtph.1993.1013. PMID:8484023.
- Michaelis, Anthony R. (1996). "Stop – chemophobia". Interdisciplinary Science Reviews. ج. 21 ع. 2: 130–139. Bibcode:1996ISRv...21..130M. DOI:10.1179/isr.1996.21.2.130.
- Ropeik, David (2015). "On the roots of, and solutions to, the persistent battle between "chemonoia" and rationalist denialism of the subjective nature of human cognition". Human & Experimental Toxicology. ج. 34 ع. 12: 1272–1278. DOI:10.1177/0960327115603592. PMID:26614815.
- Worman, James J.؛ Gribble, Gordon W. (1992). "Herbicides and chemophobia". Journal of Arboriculture. ج. 18 ع. 1: 10–14. مؤرشف من الأصل في 2025-01-26.